# Schloss Walchen

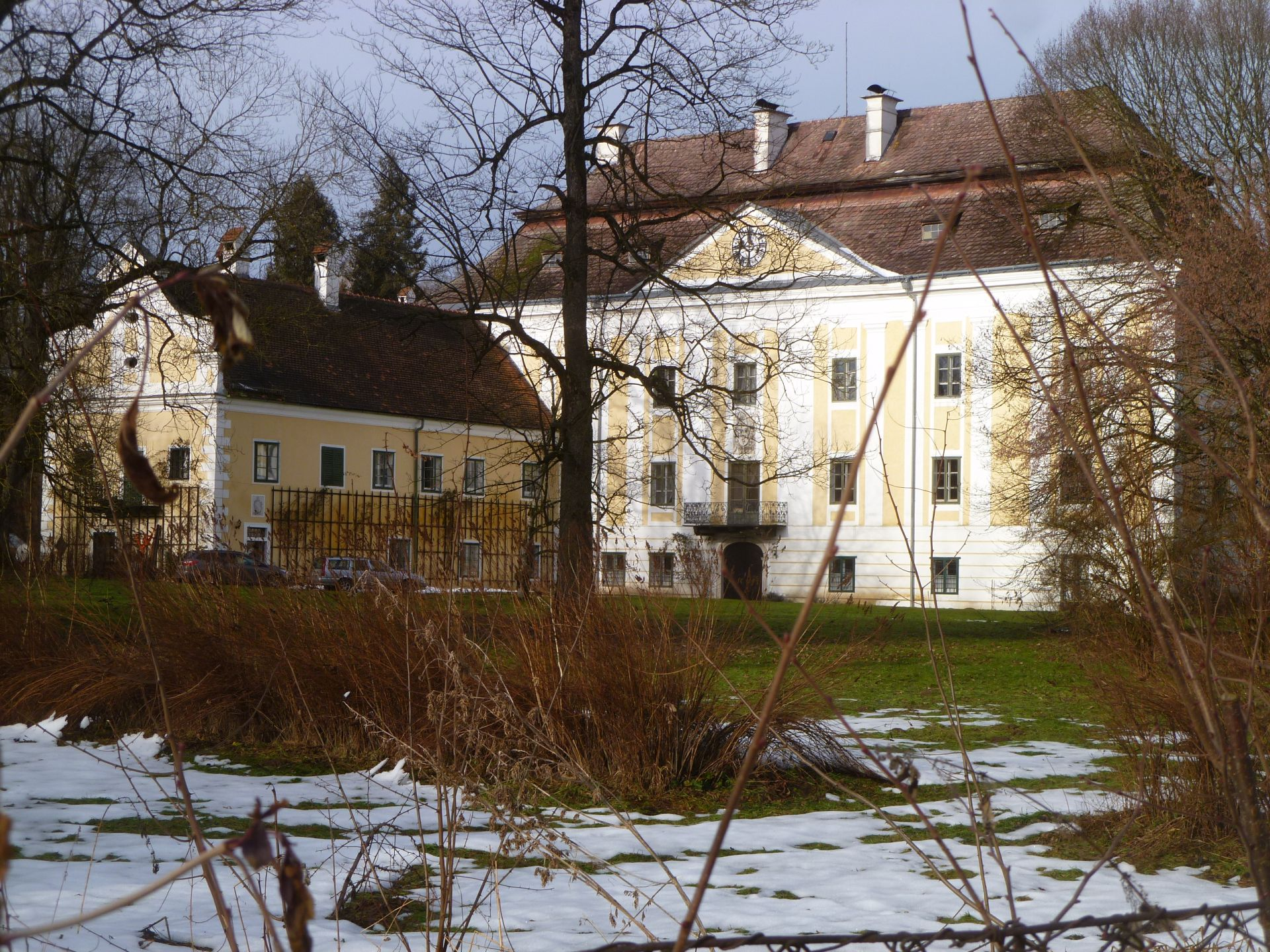
Schloss Walchen

Das Schloss Walchen steht im Ortsteil Walchen der Gemeinde Vöcklamarkt im Bezirk Vöcklabruck des Landes Oberösterreich (Walchen 1).

## Name
Der Siedlungsname Walchen bedeutete die Welschen, „Welschen“ wiederum kommt aus dem altgermanischen und war die frühere Bezeichnung für Kelten. Die einwandernden Bajuwaren fanden eine römische Siedlung vor. Noch heute sind die römischen Quadrafluren in den Feldern nachweisbar.

## Geschichte
Das Geschlecht der „Walhen“ tritt im Attergau bereits 1040 auf und wird 1371 im Schaunberger Urbar genannt. Um 1380 scheint es als landesfürstliches Lehen des „Ulrich von Walhen gesezzen in den Atergouw in der pflegze Kamer“ auf.
Hans Christoph Geymann (Geumann) erwarb 1583 die Herrschaft Walchen. Anstelle der früheren Burg Walchen ließ er 1590 ein neues Schloss erbauen. Sein Sohn Ortolf besetzte während der Adelsrevolte im Auftrag der protestantischen Stände Schloss Kogl. Er musste jedoch nach dem Einmarsch der Bayern zu Friedrich von der Pfalz, dem sogenannten Winterkönig, nach Prag fliehen. Die Stiefbrüder des Ortlofs waren wiederum Parteigänger des Kaisers und konnten Walchen für die Familie retten. Dem Sohn Hans Paul Geymanns kaufte 1632 Franz Christoph Khevenhüller die Herrschaft Walchen ab. Bereits 1638 veräußerte er den Besitz an Nikolaus von Gurland, den Rat und Schatzmeister von Kaiser Ferdinand II.

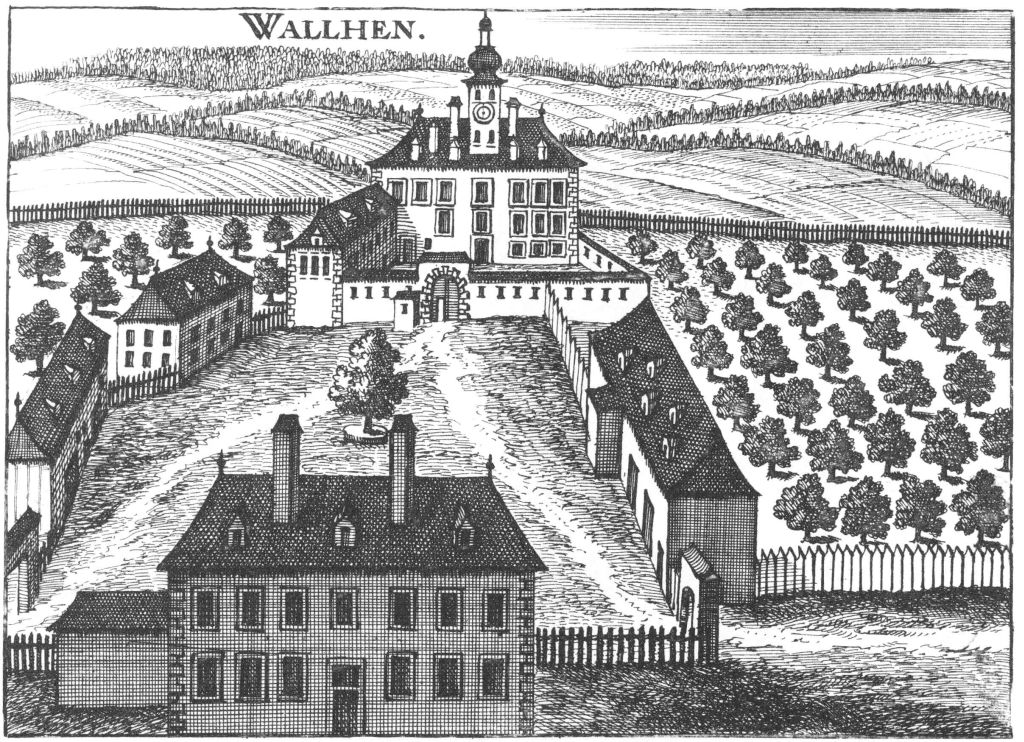
Schloss Walchen einem Stich von Georg Matthäus Vischer von 1674

Das Geschlecht der Grafen Gurland starb 1736 binnen kurzer Zeit (eventuell durch eine Pest- oder Choleraepidemie) aus. Das Erbe trat Graf Leopold Christoph von Schallenberg an, dessen Mutter Dorothea Juliana eine Gräfin von Gurland war. Sie soll aus Schmerz über den Verlust ihrer Familie „wahnsinnig“ geworden sein. Der Legende nach geistert sie immer noch als „weiße Frau“ im Schloss herum. Christoph von Schallenberg verkaufte Walchen 1766 an den Grafen Johann Gottlieb von Clam. 1786 kam Walchen in den Besitz des Freiherrn Christoph von Aretin. Nachfolger von diesem war 1802 Josef Preuer. Dessen Gattin Rosalie wurde 1821 von Josef Klemens von Weichs abgelöst. Unter den Weichs-Glon entwickelte sich Walchen in Zusammenhang mit Felix von Pausinger, der das unweit gelegene Schloss Kogl besaß, zu einer Art Künstlerkolonie, der auch Rudolf von Alt angehörte. 1881 erwarb Georg von Aichinger von den Geschwistern Gabriele, Heinrich, Theresia, Friedrich, Maria und Sophie Weichs-Glon den Besitz. Nachfolger wurden dann Otto von Steinbeis (1889), Felix Freiherr von Thon-Dittmer (1903), Georg Kaisinger (1914), Anton Gartner-Romansbruck (1916), Friedrich und Emma Waldeck, Otto und Ernst Mitteiswicz (1917), die Familie Schaumburg-Lippe; die letzte Besitzerin aus dieser Familie war Prinzessin Walpurgis zu Schaumburg-Lippe. Besucher bei den Schaumburg-Lippes auf Walch waren Friedrich Georg Jünger oder Martin Heidegger.
1959 wurden das Schloss und der dazugehörige Gutsbetrieb von Frau Pauline Hanreich-Ludwig erworben. Diese entstammte einer Wiener k. und k. Hofkunsttischlerfamilie, und sie erwarb das Schloss, um ihrer Sammlung von antiken Möbeln einen würdigen Rahmen zu geben. Die Tochter Paulines, Eugenie Hanreich, sammelte im Laufe ihrer Volkskundelaufbahn einen stattlichen Fundus an Gerätschaften, Spielsachen und Gegenständen der Kinderwelten der nahen und fernen Vergangenheit, die den Grundstock des heutigen Kinderweltmuseums im Meierhof des Schlosses bilden. Über die Tochter und Erbin von Eugenie Hanreich, Friedrun Hanreich, wurde am 20. Juli 2016 ein Konkursverfahren eröffnet. Das Schloss hat einen neuen Besitzer, Hans Peter Kaindl.

## Beschreibung
Das Schloss ist ein dreigeschoßiger Bau mit einem gebrochenen Walmdach. Auf der linken Seite ist ein zweigeschoßiger Flügel angebaut. Im Dreiecksgiebel oberhalb des Eingangstores befindet sich eine Uhr, darunter ist das Familienwappen der Geymanns (?) angebracht. Der früher vorhandene und auf einem Vischer-Stich von 1674 erkennbare Uhrenturm ist nicht mehr vorhanden. Ebenso ist die das Schloss umgrenzende Mauer verschwunden. Das Tor zum Schloss ist ein einfaches Steinportal mit einem Segmentbogen und einen hervorstehenden Schlussstein. 2001 wurde dem Schloss der oberösterreichische Handwerkerpreis der Firma Hochholzer für die hervorragende Restaurierung der Fassade verliehen.
Im zweiten Stockwerk befinden sich die Bibliothek und weitere Repräsentationsräume, wobei bei der Renovierung im Jahr 1961 eine bemalte Kassettendecke (Dübelholzdecke) vom Ende des 16. Jahrhunderts herausgearbeitet wurde. Weitere Deckengemälde zeigen biblische Szenen, Jagddarstellungen sowie die vier Jahreszeiten. Die barocken Öfen stammen aus dem Schloss Losensteinleithen. Im Schloss sind auch zwei Kapellen vorhanden. Die barocke katholische Kapelle bildet den Ostabschluss einer Zimmerflucht. Ihre Flachdecke weist Deckenstuck von 1750/1770 auf. Im Empore-Raum befindet sich ein Rokokoaltar aus dem 18. Jahrhundert. Eine Nepomukstatue stammt von 1760/1770. Die spätgotischen Glasfenster sind aus dem dritten Viertel des 15. Jahrhunderts. Die schlichte evangelische Kapelle wurde erst bei der Renovierung des Schlosses 1960/70 gefunden, als die als Kohlenkeller dienenden Parterreräume ausgeräumt wurden. Sie dürfte noch aus der Erbauungszeit des Schlosses stammen. Ein schmiedeeisernes Abschlussgitter, dessen Rauten mit der bemalten Kassettendecke übereinstimmen, ist hervorzuheben. Im Freskenschmuck der Kapelle kann man unter anderem die Taufe Christi im Jordan erkennen. Sie dürfte auf die Geymanns, die dem protestantischen Glauben anhingen, zurückgehen. Bilder der Innenräume des Schlosses sowie der dort gesammelten Kunstwerke finden sich in dem Journal money, das klubjournal, 2007, Ausgabe 3.
Zum Schloss gehört eine Lindenallee, die 1822 von dem Freiherrn von Walchs gepflanzt wurde. Sie gilt als Naturdenkmal.
Im Park finden sich spätbarocke Steinfiguren, die den heiligen Donatus und den heiligen Florian darstellen.

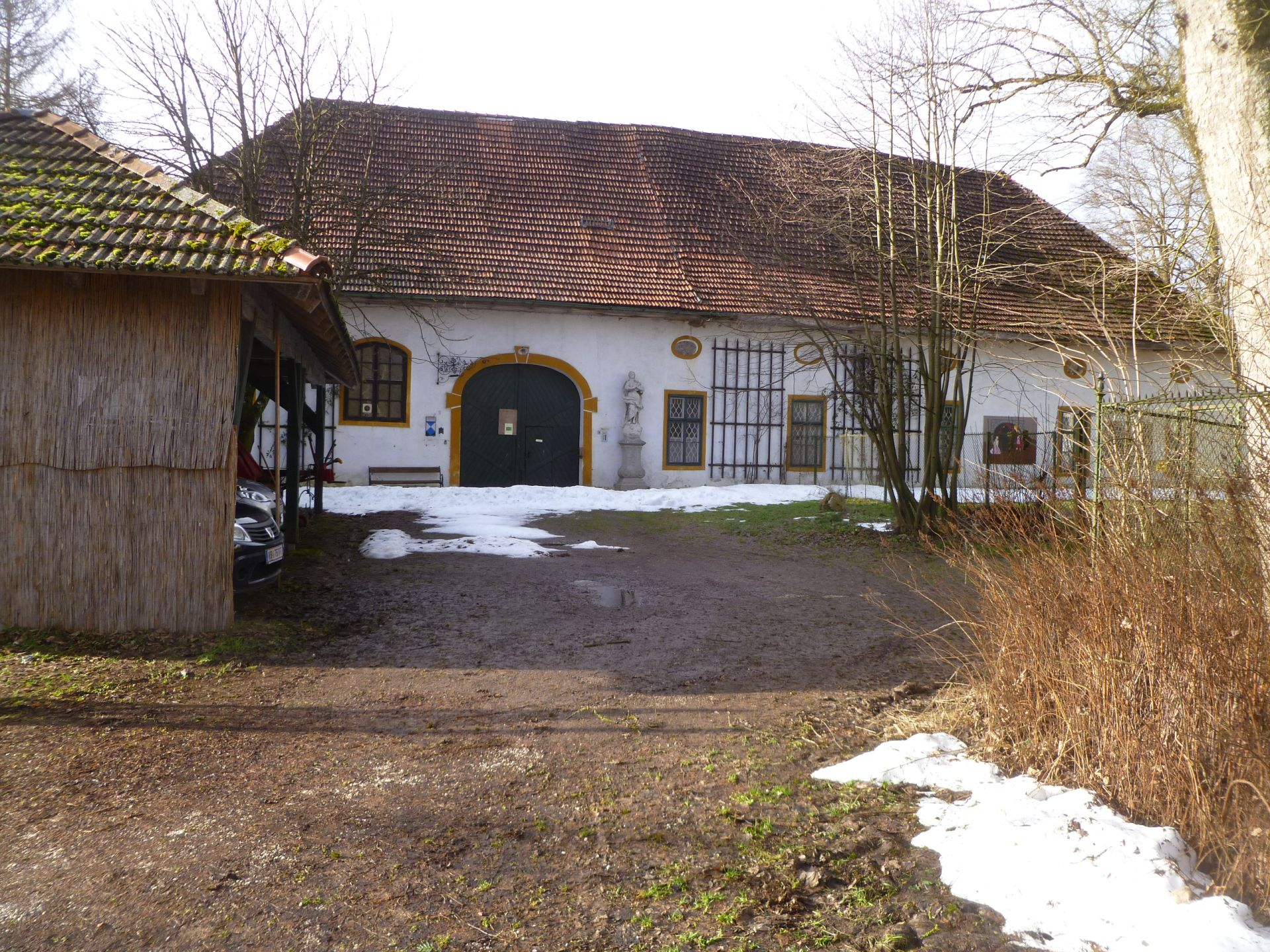
Meierhof
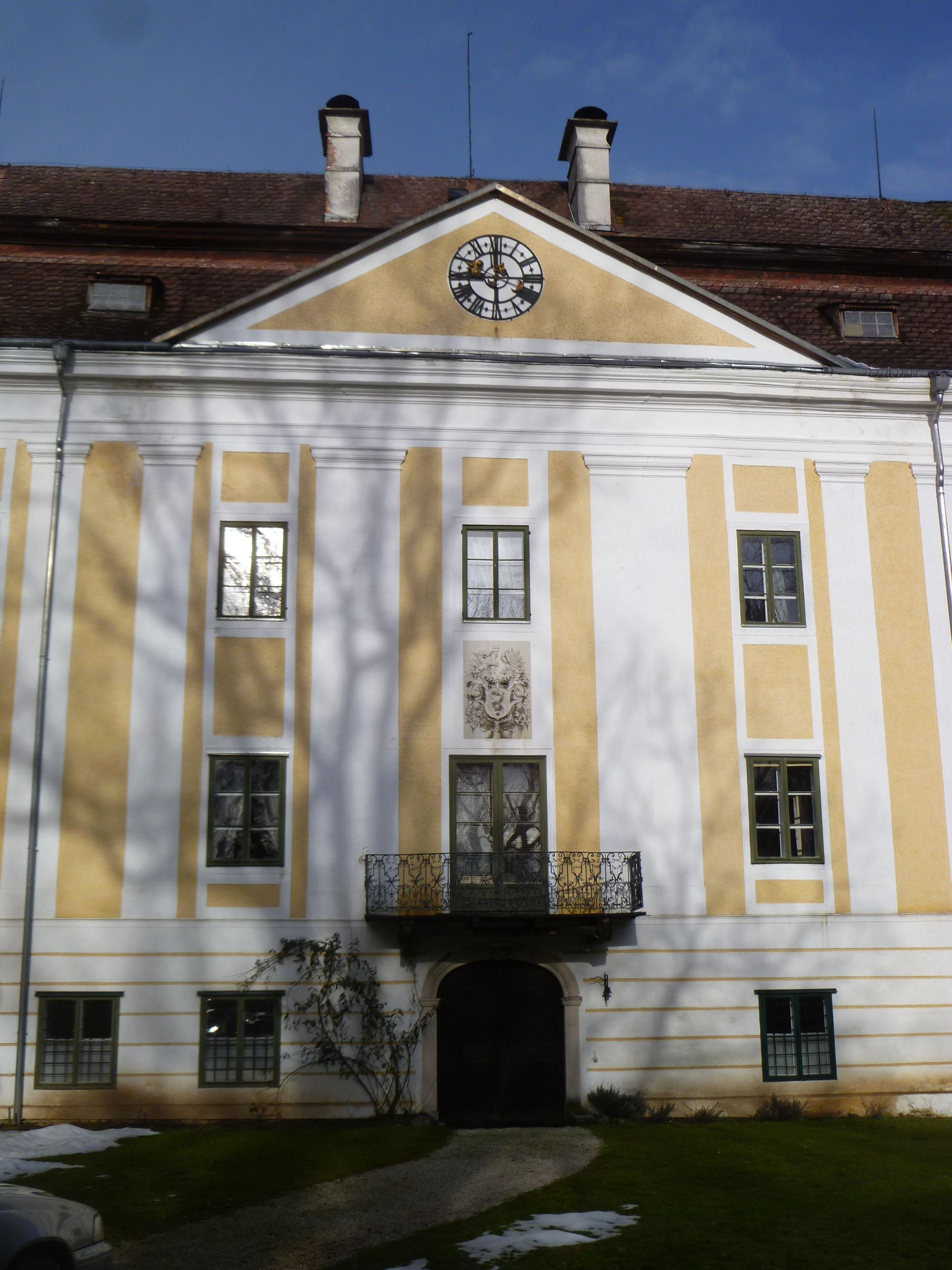
Mittelrisalit
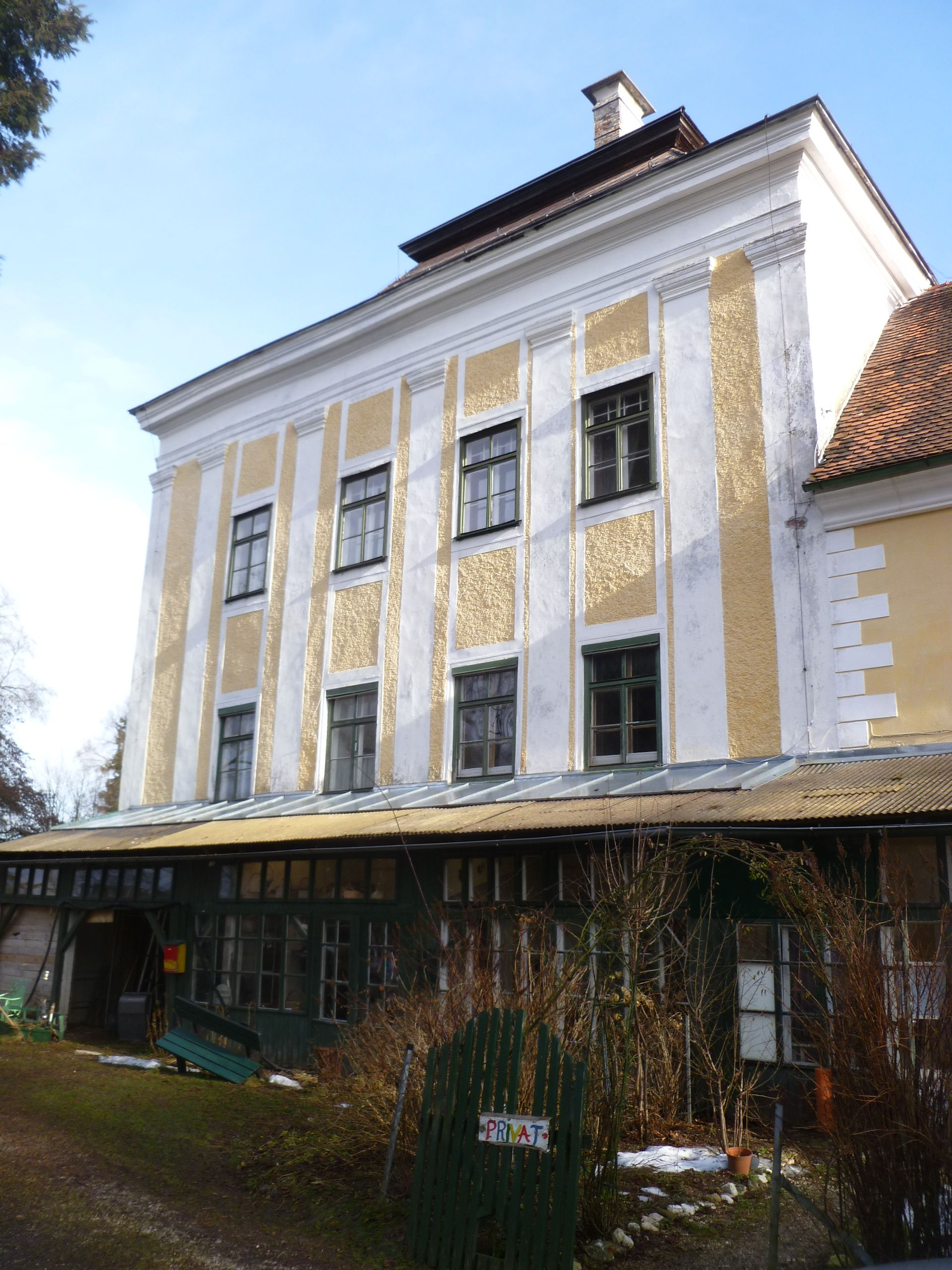
Westtrakt
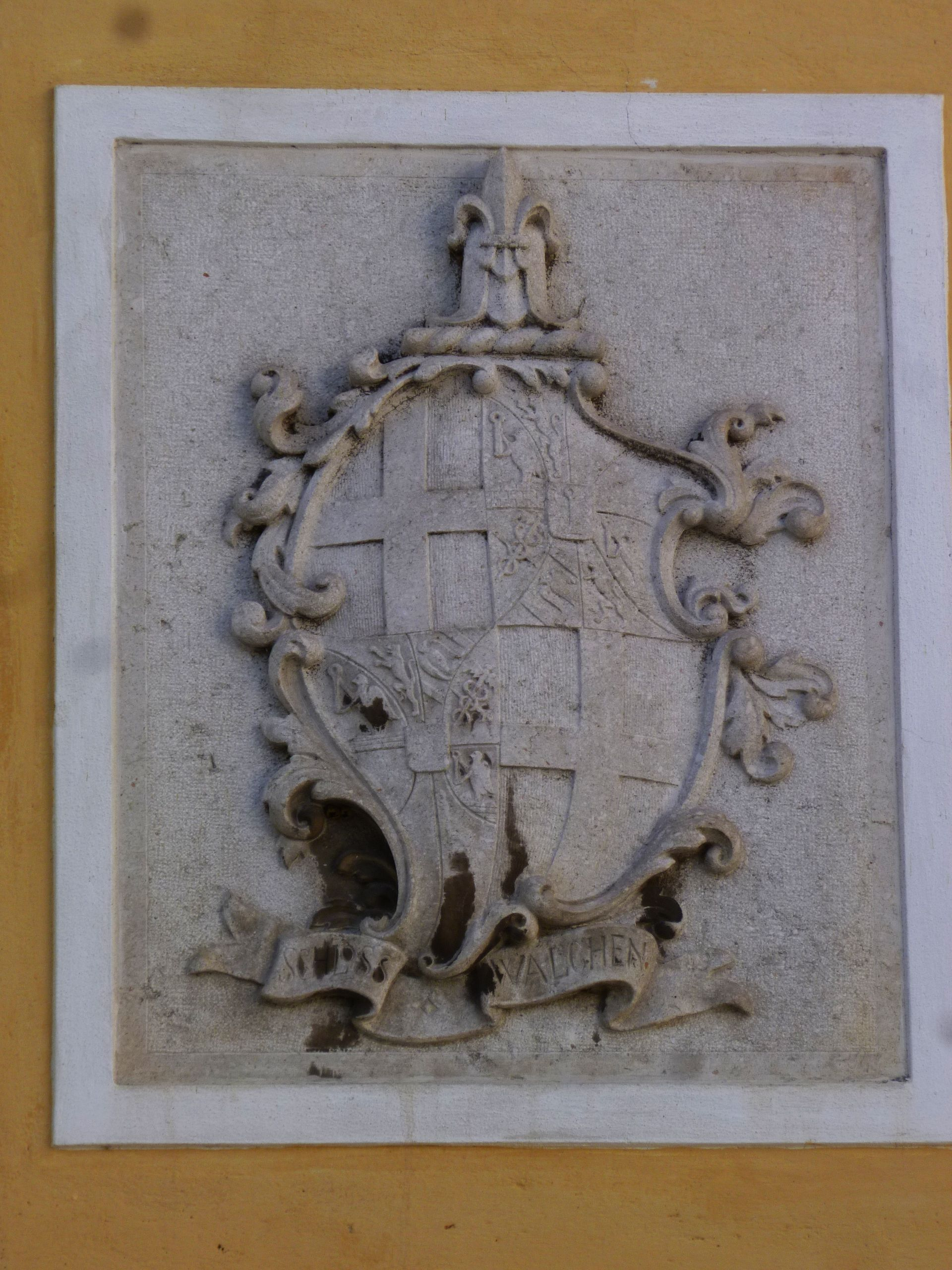
Wappen auf dem Seitentrakt